# Bose-Einsteinova kondenzacija
Bose-Einsteinova kondenzacija pojava je svojstvena bozonima, pri kojem se velik broj čestica (atoma) nalazi u istom energetskom stanju ako je temperatura sustava dovoljno mala. Atomi se tada povezuju i ponašaju kao kvantni entitet mnogo veći od bilo kojeg pojedinačnog atoma. Bose-Einsteinovu kondenzaciju teoretski su predvidjeli Satyendra Bose i Albert Einstein 1925. Prvi je put Bose-Einsteinova kondenzacija postignuta 1995. u grupi profesorā Carla E. Wiemanna i Erica A. Cornella (Sveučilište Colorado u Boulderu, SAD), hlađenjem razrijeđenog plina (pare) rubidijevih atoma u atomskoj stupici do ultraniske temperature, od apsolutne nule veće tek za 170 · 10–9 K ).